# Giancarlo Ferrari
Giancarlo Ferrari (Abbiategrasso, 22 ottobre 1942) è un arciere italiano.
Ferrari è uno degli atleti che più hanno contribuito allo sviluppo dell'attività arcieristica in Italia nell'ambito FITARCO.
Ha partecipato alle Olimpiadi del 1972, 1976, 1980, 1984 e 1988.

## Palmarès
- 1980 - Medaglia di Bronzo Olimpiadi Mosca
- 1977 - Medaglia d'Argento Mondiali FITA Canberra (a squadre)
- 1976 - Medaglia di Bronzo Olimpiadi Montréal